# Xã North Huntingdon, Quận Westmoreland, Pennsylvania
Xã North Huntingdon (tiếng Anh: North Huntingdon Township) là một xã thuộc quận Westmoreland, tiểu bang Pennsylvania, Hoa Kỳ. Năm 2010, dân số của xã này là 30.609 người.